# Yui Ishikawa
Yui Ishikawa (石川由依, Ishikawa Yui; 30 de maio de 1989, Osaka) é uma seiyū (dubladora) japonesa afiliada com Sunaoka Office.

## Papeis

### Animes
2007
- Heroic Age (Dhianeila Y Leisha Altoria Ol Yunos)

2009
- Darker than Black: Kuro no Keiyakusha (Tanya)
- Doruâga no tô: The Aegis of Uruk (Princesa) ep. 1

2013
- Shingeki no Kyojin (Mikasa Ackerman)
- Gandamu Birudo Faitāzu (Kousaka China)

2018
- Violet Evergarden (Violet Evergarden)

### Jogos
2017
- Nier: Automata (2B)

### OVA
- XxxHolic Shunmuki (menina Ryoukan) ep. 1